# Probando
Probando é um termo usado em genética médica e noutros campos da medicina para designar um indivíduo particular (pessoa ou animal) que estiver sendo estudado ou reportado na literatura científica. Quando uma doença genética é diagnosticada pela primeira vez numa determinada família, o indivíduo diagnosticado é o probando (caso índice). Assim, o probando é o primeiro membro da família afetada que procura atendimento médico para tratamento genético.
Em pedigrees, o probando é representado com uma seta e uma caixa (box) (para masculino) ou um círculo (para feminino) sombreados de acordo. É importante identificar o probando, de modo que o relacionamento com outros indivíduos possa ser visto e padrões estabelecidos.
Entre os antepassados do probando, é muito provável que existam outros indivíduos com a doença manifesta, mas podem ser desconhecidos devido à falta de informações sobre os próprios indivíduos ou sobre a doença, na época em que viveram. Outros antepassados pode não ter sido diagnosticados devido à penetrância (proporção de indivíduos portadores de um determinado genótipo que apresentam o fenótipo a ele correspondente) incompleta ou a uma expressividade variável.
O diagnóstico de um probando eleva o nível de suspeição para os parentes do probando e alguns deles podem ser diagnosticados com a mesma doença. Convencionalmente, ao se elaborar uma árvore genealógica, em lugar da primeira pessoa diagnosticada, o probando podem ser escolhido dentre os antepassados afetados pelo distúrbio (pais, avós) de primeira geração, onde a doença tiver ocorrido.

## Referência
- Rozman, Ciril (2006). Compendio de Medicina Interna (tercera edición). Madrid, Elsevier Espana. ISBN 84-8174-850-1